# Aeropuerto del Campo de pruebas de Tonopah

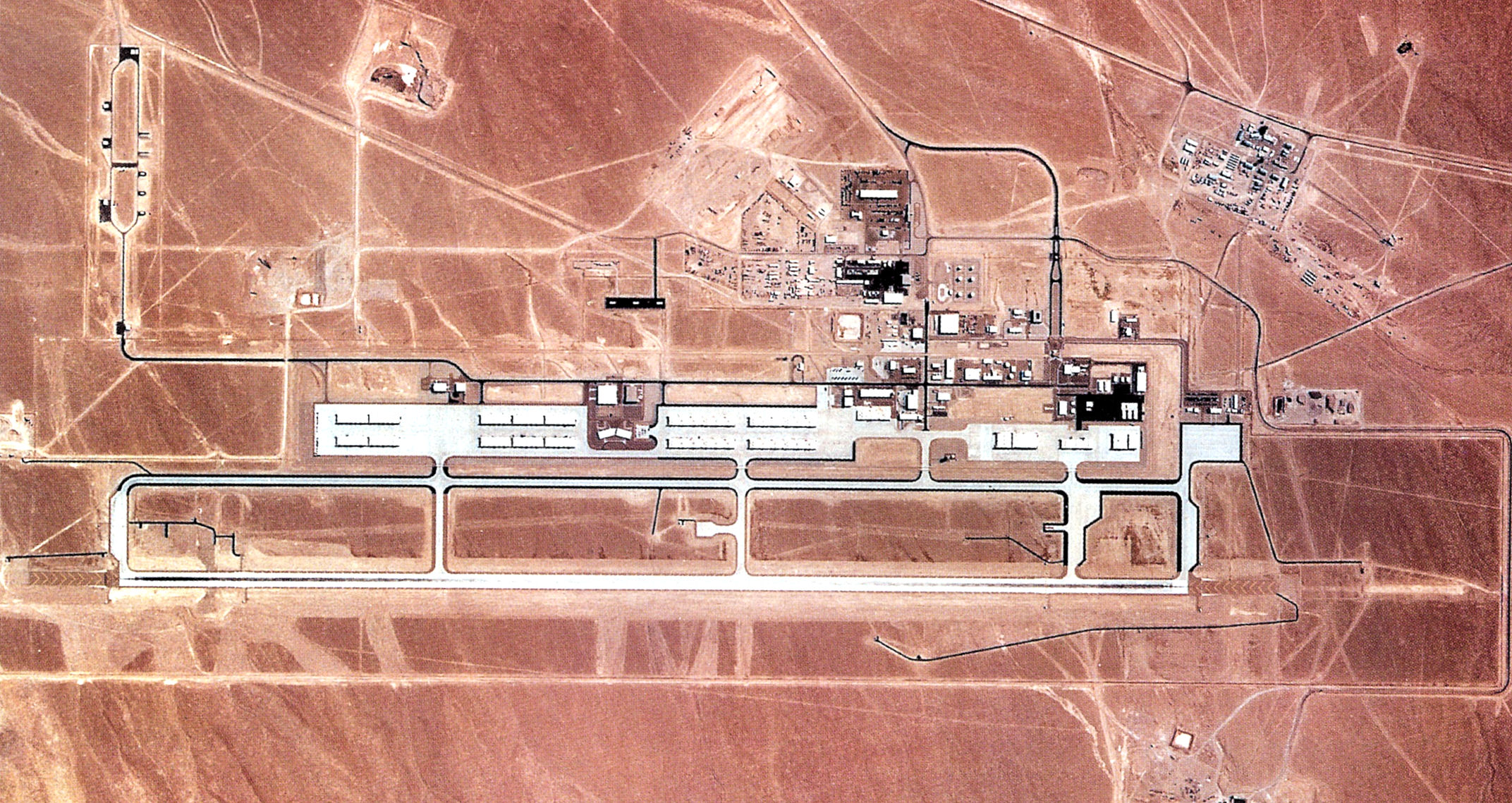
Aeropuerto del Campo de Pruebas de Tonopah

El Aeropuerto del Campo de Pruebas de Tonopah (del inglés: Tonopah Test Range Airport)  (IATA: XSD, ICAO: KTNX, FAA LID: TNX) está ubicado cerca del centro del Tonopah Test Range, a unos 50 km al sureste de Tonopah (Nevada) y a 230 km al noroeste de Las Vegas (Nevada). Se trata de un aeródromo con unos 3.658 m × 46 m de pistas de aterrizaje, instalaciones con aproximación por instrumentos e iluminación nocturna. La instalación cuenta con más de cincuenta hangares y una extensa infraestructura de apoyo.
- Datos: Q5659192
- Multimedia: Tonopah Test Range Airport / Q5659192